# Az Újpest FC 2005–2006-os szezonja
Az Újpest FC 2005–2006-os szezonja szócikk az Újpest FC első számú férfi labdarúgócsapatának egy szezonjáról szól, mely sorozatban a 94., összességében pedig a 100. idénye a csapatnak a magyar első osztályban. A klub fennállásának ekkor volt a 120. évfordulója.

## Mérkőzések
| Színmagyarázat | Színmagyarázat |
| -------------- | -------------- |
|                | Győzelem.      |
|                | Döntetlen.     |
|                | Vereség.       |

### Borsodi Liga 2005–06

#### Őszi fordulók
| 1. forduló 2005. július 31. 11:00 |

| Diósgyőr              | 0 – 1   | Újpest                                                             |
| --------------------- | ------- | ------------------------------------------------------------------ |
| Halgas 56' Pintér 70' | (0 – 0) | Mogyorósi 58' (öngól) Erős 17' Sándor 31' Vanczák 52′ Feczesin 81' |

| DVTK-stadion, Miskolc Nézőszám: 8 000 Játékvezető: Megyebíró János (magyar) |

| 2. forduló 2005. augusztus 6. 19:00 |

| Újpest                               | 2 – 2   | Vasas                                                                         |
| ------------------------------------ | ------- | ----------------------------------------------------------------------------- |
| Kovács 17' 45' Vaskó 85' Vituska 65' | (1 – 1) | Bárányos 42' (11-esből) Waltner 74' Németh 19' Füzi 22' Molnár 31' Janjić 69' |

| Szusza Ferenc Stadion, Budapest Nézőszám: 3 870 Játékvezető: Kassai Viktor (magyar) |

| 3. forduló 2005. augusztus 20. 17:00 |

| Rákospalotai EAC                       | 2 – 3   | Újpest                                                               |
| -------------------------------------- | ------- | -------------------------------------------------------------------- |
| Somorjai 44' Földvári 50' Polonkai 45' | (1 – 2) | Kovács 6' 25' Kőhalmi 81' Böjte 18' Vanczák 34′ Rajczi 43' Vaskó 83' |

| Budai II László Stadion, Budapest Nézőszám: 6 000 Játékvezető: Dubraviczky Attila (magyar) |

| 4. forduló 2005. augusztus 27. 19:00 |

| Újpest                                                  | 5 – 1   | Pécsi MFC                            |
| ------------------------------------------------------- | ------- | ------------------------------------ |
| Rajczi 25' 38' 67' Kovács 34' 62' Kőhalmi 52' Vaskó 58' | (3 – 0) | Balaskó 57' (11-esből) Pavičević 59' |

| Szusza Ferenc Stadion, Budapest Nézőszám: 3 320 Játékvezető: Fábián Mihály (magyar) |

| 5. forduló 2005. szeptember 19. 19:00 |

| Debreceni VSC                                             | 2 – 2   | Újpest                                            |
| --------------------------------------------------------- | ------- | ------------------------------------------------- |
| Máté 5' Brnović 64' Dombi 36' Kiss 64' Halmosi 53′, 90+2′ | (1 – 1) | Kovács 39' Tóth N. 77' (11-esből) 62' Tóth B. 84' |

| Oláh Gábor utcai stadion, Debrecen Nézőszám: 8 000 Játékvezető: Bede Ferenc (magyar) |

| 6. forduló 2005. szeptember 24. 19:00 |

| Újpest                                        | 5 – 1   | FC Tatabánya                                |
| --------------------------------------------- | ------- | ------------------------------------------- |
| Erős 22' Sándor 28' Rajczi 32' 74' Kovács 80' | (3 – 0) | Márkus 75' Balogh 72' Rajnay 80' Jerson 90' |

| Szusza Ferenc Stadion, Budapest Nézőszám: 4 345 Játékvezető: Solymosi Péter (magyar) |

| 7. forduló 2005. október 1. 18:00 |

| FC Sopron            | 1 – 1   | Újpest                 |
| -------------------- | ------- | ---------------------- |
| Landerl 4' Cotan 15' | (1 – 1) | Tóth N. 2' Vlaszák 48′ |

| Káposztás utcai Stadion, Sopron Nézőszám: 3 300 Játékvezető: Arany Tamás (magyar) |

| 8. forduló 2005. október 16. 11:30 |

| Újpest                         | 2 – 1   | Ferencváros                                       |
| ------------------------------ | ------- | ------------------------------------------------- |
| Vermes 79' Kovács 90' Erős 52' | (0 – 1) | Böjte 31' (öngól) Balog 25' Laczkó 32' Tőzsér 72' |

| Szusza Ferenc Stadion, Budapest Nézőszám: 7 500 Játékvezető: Megyebíró János (magyar) |

| 9. forduló 2005. október 22. 18:00 |

| Budapest Honvéd       | 1 – 0   | Újpest                |
| --------------------- | ------- | --------------------- |
| Takács 64' Genito 90' | (0 – 0) | Freud 44′ Böjte 90+1′ |

| Bozsik József Stadion, Budapest Nézőszám: 7 500 Játékvezető: Dubraviczky Attila (magyar) |

| 10. forduló 2005. október 29. 18:00 |

| Újpest                                                | 3 – 1   | Lombard Pápa          |
| ----------------------------------------------------- | ------- | --------------------- |
| Feczesin 33' 38' 43' Tóth N. 67' (11-esből) Vaskó 61' | (2 – 1) | Remili 45' Farkas 40' |

| Szusza Ferenc Stadion, Budapest Nézőszám: 3 567 Játékvezető: Vad II. István (magyar) |

| 11. forduló 2005. november 6. 11:30 |

| Zalaegerszegi TE        | 1 – 3   | Újpest                                            |
| ----------------------- | ------- | ------------------------------------------------- |
| Sebők V. 59' (11-esből) | (0 – 1) | Rajczi 21' Sebők V. 64' (öngól) Csóka 74' (öngól) |

| ZTE Aréna, Zalaegerszeg Nézőszám: 3 000 Játékvezető: Arany Tamás (magyar) |

| 12. forduló 2005. november 19. 17:00 |

| Újpest                                                                           | 4 – 1   | Kaposvári Rákóczi                       |
| -------------------------------------------------------------------------------- | ------- | --------------------------------------- |
| Rajczi 11' Sándor 15' Tóth N. 60' (11-esből) 74' (11-esből) Erős 57' Vanczák 60' | (2 – 1) | Zahorecz 25' (11-esből) 89' Hegedűs 35' |

| Szusza Ferenc Stadion, Budapest Nézőszám: 3 484 Játékvezető: Kassai Viktor (magyar) |

| 13. forduló 2005. november 26. 17:00 |

| MTK Budapest               | 0 – 2   | Újpest                     |
| -------------------------- | ------- | -------------------------- |
| Jezdimirović 7' Pollák 75' | (0 – 1) | Rajczi 20' 54' Vanczák 28' |

| Hidegkuti Nándor Stadion, Budapest Nézőszám: 4 000 Játékvezető: Sápi Csaba (magyar) |

| 14. forduló 2005. december 4. 11:30 |

| Újpest                                    | 3 – 1   | Győri ETO                                                  |
| ----------------------------------------- | ------- | ---------------------------------------------------------- |
| Rajczi 45' 77' Feczesin 59' Vituska 90+3' | (1 – 0) | Mátyus 51' 82' Bajzát 11' Makra 13' Vincze 23' Pusztai 33' |

| Szusza Ferenc Stadion, Budapest Nézőszám: 3 435 Játékvezető: Szabó Zsolt (magyar) |

| 15. forduló 2005. december 11. 11:30 |

| FC Fehérvár          | 1 – 1   | Újpest                           |
| -------------------- | ------- | -------------------------------- |
| Simek 49' Farkas 74′ | (0 – 1) | Feczesin 24' Sándor 3' Böjte 80' |

| Sóstói Stadion, Székesfehérvár Nézőszám: 10 000 Játékvezető: Vad II. István (magyar) |

#### Tavaszi fordulók
| 16. forduló 2006. február 25. 15:00 |

| Újpest                  | 3 – 2   | Diósgyőr              |
| ----------------------- | ------- | --------------------- |
| Rajczi 7' 69' Tisza 19' | (2 – 0) | Farkas 77' Sipeki 85' |

| Szusza Ferenc Stadion, Budapest Nézőszám: 4 086 Játékvezető: Hanacsek Attila (magyar) |

| 17. forduló 2006. március 4. 16:00 |

| Vasas                                                               | 2 – 3   | Újpest                                 |
| ------------------------------------------------------------------- | ------- | -------------------------------------- |
| Gyánó 4' 35' Bárányos 13' Tóth 30' Kapič 42' Pintér 75' Hegedűs 86' | (2 – 0) | Rajczi 50' 52' Tóth N. 76' Tóth B. 67' |

| Illovszky Rudolf Stadion, Budapest Nézőszám: 5 000 Játékvezető: Szabó Zsolt (magyar) |

| 18. forduló 2006. március 11. 16:00 |

| Újpest                    | 2 – 0   | Rákospalotai EAC                   |
| ------------------------- | ------- | ---------------------------------- |
| Rajczi 45' 86' Sándor 15' | (1 – 0) | Kapcsos 38' Tamási 41' Horváth 48' |

| Szusza Ferenc Stadion, Budapest Nézőszám: 4 320 Játékvezető: Saskőy Szabolcs (magyar) |

| 19. forduló 2006. március 18. 15:00 |

| Pécsi MFC                               | 2 – 0   | Újpest                |
| --------------------------------------- | ------- | --------------------- |
| Kulcsár 19' 59' Sipos 88' Pavičević 77' | (1 – 0) | Tóth B. 46' Böjte 71′ |

| PMFC Stadion, Pécs Nézőszám: 3 500 Játékvezető: Bede Ferenc (magyar) |

| 20. forduló 2006. március 26. 11:30 |

| Újpest                                             | 2 – 1   | Debreceni VSC                                                                 |
| -------------------------------------------------- | ------- | ----------------------------------------------------------------------------- |
| Máté 38' (öngól) Kovács 90+2' Rajczi 43' Vaskó 64' | (1 – 0) | Nikolov 62' 29' Máté 2' Csernyánszki 52' Szatmári 61' Halmosi 68' Bernáth 73' |

| Szusza Ferenc Stadion, Budapest Nézőszám: 5 122 Játékvezető: Szabó Zsolt (magyar) |

| 21. forduló 2006. április 1. 15:00 |

| FC Tatabánya                 | 1 – 1   | Újpest                             |
| ---------------------------- | ------- | ---------------------------------- |
| Tóth 26' Deme 58' Balogh 89' | (1 – 0) | Tóth N. 74' Hullám 42' Tóth B. 64' |

| Városi Stadion, Tatabánya Nézőszám: 5 000 Játékvezető: Vad II. István (magyar) |

| 22. forduló 2006. április 8. 15:00 |

| Újpest                                              | 2 – 1   | FC Sopron                                                   |
| --------------------------------------------------- | ------- | ----------------------------------------------------------- |
| Tisza 32' Rajczi 79' (11-esből) Hullám 10' Erős 60' | (1 – 0) | Horváth 61' (11-esből) Cotan 71' Silvestri 85' Sifter 90+1' |

| Szusza Ferenc Stadion, Budapest Nézőszám: 4 215 Játékvezető: Kassai Viktor (magyar) |

| 23. forduló 2006. április 16. 11:30 |

| Ferencváros                                                  | 1 – 2   | Újpest                                                                                  |
| ------------------------------------------------------------ | ------- | --------------------------------------------------------------------------------------- |
| Lipcsei 19' (11-esből) 11' Bajevszki 32' Tímár 59' Botis 95′ | (1 – 0) | Kovács 93' lefújás után′ Rajczi 96' (11-esből) 91' Sándor 1' Böjte 44′, 89′ Vanczák 71' |

| Üllői úti stadion, Budapest Nézőszám: 9 369 Játékvezető: Saskőy Szabolcs (magyar) |

| 24. forduló 2006. április 22. 15:00 |

| Újpest                                                                                    | 7 – 0   | Budapest Honvéd                                  |
| ----------------------------------------------------------------------------------------- | ------- | ------------------------------------------------ |
| Vermes 11' Cariati 44' Füzi 48' Tisza 60' Sándor 67' Hullám 84' Vituska 90+1' Vaskó 90+2' | (2 – 0) | Takács 27' Kovács N. 58' Zambo 68' Kovács Z. 76′ |

| Szusza Ferenc Stadion, Budapest Nézőszám: 5 247 Játékvezető: Solymosi Péter (magyar) |

| 25. forduló 2006. április 28. 19:00 |

| Lombard Pápa                                             | 2 – 1   | Újpest                                    |
| -------------------------------------------------------- | ------- | ----------------------------------------- |
| Manoel 43' Honma 50' Varga 38' Kincses 41' Simpson 90+2′ | (1 – 0) | Tóth N. 86' Erős 58' Füzi 60' Vituska 80' |

| Perutz Stadion, Pápa Nézőszám: 2 500 Játékvezető: Bede Ferenc (magyar) |

| 26. forduló 2006. május 7. 11:30 |

| Újpest                                                                  | 5 – 1   | Zalaegerszegi TE                             |
| ----------------------------------------------------------------------- | ------- | -------------------------------------------- |
| Kovács 24' 74' Rajczi 25' 86' Tóth N. 30' (11-esből) Erős 45' Tisza 59′ | (3 – 0) | Sebők V. 51' (11-esből) 61' Kaj 45' Sági 54' |

| Szusza Ferenc Stadion, Budapest Nézőszám: 4 021 Játékvezető: Megyebíró János (magyar) |

| 27. forduló 2006. május 14. 11:30 |

| Kaposvári Rákóczi        | 1 – 2   | Újpest                                                             |
| ------------------------ | ------- | ------------------------------------------------------------------ |
| André Alves 59' Máté 40' | (0 – 1) | Kovács 20' Tóth N. 64' (11-esből) Kőhalmi 15' Tóth B. 78' Erős 80' |

| Rákóczi Stadion, Kaposvár Nézőszám: 5 000 Játékvezető: Szabó Zsolt (magyar) |

| 28. forduló 2006. május 20. 15:00 |

| Újpest                                | 1 – 2   | MTK Budapest                                                       |
| ------------------------------------- | ------- | ------------------------------------------------------------------ |
| Rajczi 36' 38' Hullám 87′ Vanczák 89′ | (1 – 0) | Kanta 88' 89' Lambulić 90' Balogh 19' Horváth 68' Jezdimirović 75' |

| Szusza Ferenc Stadion, Budapest Nézőszám: 7 855 Játékvezető: Bede Ferenc (magyar) |

| 29. forduló 2006. május 28. 11:30 |

| Győri ETO                                                   | 2 – 5   | Újpest                                                          |
| ----------------------------------------------------------- | ------- | --------------------------------------------------------------- |
| Vincze 40' 45' Szabó 53' Pusztai 7' Mátyus 54' Granát 90+3' | (1 – 2) | Tisza 6' Rajczi 36' 72' Tóth N. 55' Cariati 69' 90+1′ Vaskó 77' |

| ETO Park, Győr Nézőszám: 3 500 Játékvezető: Vad II. István (magyar) |

| 30. forduló 2006. június 3. 16:20 |

| Újpest                                       | 1 – 3   | FC Fehérvár                                                  |
| -------------------------------------------- | ------- | ------------------------------------------------------------ |
| Tisza 63' Tóth B. 30' Rajczi 41′ Tóth N. 79′ | (0 – 0) | Csizmadia 69' Nagy 79' Horváth F. 90+3' Dajić 23' Vincze 74' |

| Puskás Ferenc Stadion, Budapest Nézőszám: 15 000 Játékvezető: Hanacsek Attila (magyar) |

#### Végeredmény
|    | Csapat            | Játszott | Gy | D  | V  | L  | K  | GK  | Pont |
| -- | ----------------- | -------- | -- | -- | -- | -- | -- | --- | ---- |
| 1  | Debreceni VSC     | 30       | 20 | 8  | 2  | 69 | 34 | +35 | 68   |
| 2  | Újpest            | 30       | 20 | 5  | 5  | 74 | 37 | +37 | 65   |
| 3  | FC Fehérvár       | 30       | 19 | 7  | 4  | 52 | 24 | +28 | 64   |
| 4  | MTK Budapest      | 30       | 18 | 6  | 6  | 65 | 33 | +32 | 60   |
| 5  | FC Tatabánya      | 30       | 11 | 8  | 11 | 46 | 45 | +1  | 41   |
| 6  | Ferencváros       | 30       | 10 | 11 | 9  | 43 | 38 | +5  | 41   |
| 7  | Kaposvári Rákóczi | 30       | 10 | 7  | 13 | 35 | 41 | -6  | 37   |
| 8  | Diósgyőr          | 30       | 10 | 7  | 13 | 33 | 44 | -11 | 37   |
| 9  | Győri ETO         | 30       | 9  | 9  | 12 | 47 | 50 | -3  | 36   |
| 10 | FC Sopron         | 30       | 9  | 8  | 13 | 39 | 39 | 0   | 35   |
| 11 | Zalaegerszegi TE  | 30       | 9  | 8  | 13 | 42 | 47 | -5  | 35   |
| 12 | Pécsi MFC         | 30       | 8  | 9  | 13 | 37 | 41 | -4  | 33   |
| 13 | Budapest Honvéd   | 30       | 8  | 9  | 13 | 33 | 52 | -19 | 33   |
| 14 | Rákospalotai EAC  | 30       | 7  | 5  | 18 | 30 | 59 | -29 | 26   |
| 15 | Vasas             | 30       | 5  | 10 | 15 | 32 | 47 | -15 | 25   |
| 16 | Lombard Pápa      | 30       | 5  | 7  | 18 | 30 | 76 | -46 | 22   |

1. ↑  Intertotó-kupa induló

#### Helyezések fordulónként
| Forduló  | 1  | 2 | 3  | 4  | 5 | 6  | 7 | 8  | 9 | 10 | 11 | 12 | 13 | 14 | 15 | 16 | 17 | 18 | 19 | 20 | 21 | 22 | 23 | 24 | 25 | 26 | 27 | 28 | 29 | 30 |
| -------- | -- | - | -- | -- | - | -- | - | -- | - | -- | -- | -- | -- | -- | -- | -- | -- | -- | -- | -- | -- | -- | -- | -- | -- | -- | -- | -- | -- | -- |
| Helyszín | I  | O | I  | O  | I | O  | I | O  | I | O  | I  | O  | I  | O  | I  | O  | I  | O  | I  | O  | I  | O  | I  | O  | I  | O  | I  | O  | I  | O  |
| Eredmény | GY | D | GY | GY | D | GY | D | GY | V | GY | GY | GY | GY | GY | D  | GY | GY | GY | V  | GY | D  | GY | GY | GY | V  | GY | GY | V  | GY | V  |
| Helyezés | 3  | 4 | 3  | 1  | 3 | 2  | 2 | 3  | 4 | 4  | 4  | 4  | 2  | 1  | 1  | 1  | 1  | 1  | 1  | 1  | 1  | 1  | 1  | 1  | 1  | 1  | 1  | 1  | 1  | 2  |

Helyszín: O = Otthon; I = Idegenben. Eredmény: GY = Győzelem; D = Döntetlen; V = Vereség.

#### Eredmények összesítése
Az alábbi táblázatban összesítve szerepelnek az Újpest FC 2005/06-os bajnokságban elért eredményei.
| Ősz/tavasz (forduló)    | Otthon | Otthon | Otthon | Otthon | Otthon | Otthon | Otthon | Idegenben | Idegenben | Idegenben | Idegenben | Idegenben | Idegenben | Idegenben |
| Ősz/tavasz (forduló)    | M      | GY     | D      | V      | LG–KG  | GK     | P      | M         | GY        | D         | V         | LG–KG     | GK        | P         |
| ----------------------- | ------ | ------ | ------ | ------ | ------ | ------ | ------ | --------- | --------- | --------- | --------- | --------- | --------- | --------- |
| Őszi szezon (1–15.)     | 7      | 6      | 1      | 0      | 24–8   | +16    | 19     | 8         | 4         | 3         | 1         | 13–8      | +5        | 15        |
| Tavaszi szezon (16–30.) | 8      | 6      | 0      | 2      | 23–10  | +13    | 18     | 7         | 4         | 1         | 2         | 14–11     | +3        | 13        |
| Összesen (1–30.)        | 15     | 12     | 1      | 2      | 47–18  | +29    | 37     | 15        | 8         | 4         | 3         | 27–19     | +8        | 28        |

### Magyar kupa
Negyeddöntő 1. mérkőzés
| 2006. március 15. 18:00 |

| Újpest                         | 0 – 1               | Debreceni VSC                                                     |
| ------------------------------ | ------------------- | ----------------------------------------------------------------- |
| Erős 9' Tóth N. 15' Sándor 18' | (0 – 1) Jegyzőkönyv | Sidibe 68' (11-esből) Nikolov 20' Dombi 39′, 45′ Csernyánszki 61' |

| Szusza Ferenc Stadion, Budapest Nézőszám: 4 500 Játékvezető: Dubraviczky Attila (magyar) |

Negyeddöntő 2. mérkőzés
| 2006. április 5. 18:00 |

| Debreceni VSC                                               | 2 – 0               | Újpest                            |
| ----------------------------------------------------------- | ------------------- | --------------------------------- |
| Sidibe 24' (11-esből) 63' Virág 30' Szatmári 18' Sándor 54' | (2 – 0) Jegyzőkönyv | Vlaszák 23' Vaskó 59' Tóth N. 62' |

| Oláh Gábor utca, Debrecen Nézőszám: 7 000 Játékvezető: Fábián Mihály (magyar) |

## Külső hivatkozások
- Az Újpest FC hivatalos honlapja (magyarul)
- A csapat mérkőzései a transfermarkt.de-n (németül)
- Újpest szurkolói portál (magyarul)